# Élections législatives de 1834 dans la Mayenne
Les élections législatives françaises de 1834 se déroulent le 21 juin 1834. Dans le département de la Mayenne, cinq députés sont à élire dans le cadre d'un scrutin uninominal majoritaire.

## Élus
|   | Arrondissement | Député sortant                                                 |  | Parti                    | Député élu ou réélu                                            |  | Parti                      |
| - | -------------- | -------------------------------------------------------------- |  | ------------------------ | -------------------------------------------------------------- |  | -------------------------- |
| = | Premier        | Prosper Delauney démissionne en 1834, remplacé par Paul Boudet |  | Majorité gouvernementale | Jean-Baptiste Bidault de Frétigné                              |  | Juste milieu               |
| = | Deuxième       | Jean-Baptiste Bidault de Frétigné                              |  | Juste milieu             | Maurice Ollivier démissionne en 1834, remplacé par Paul Boudet |  | Majorité gouvernementale   |
| = | Troisième      | Louis Didier Lecour                                            |  | Majorité gouvernementale | Charles-Pierre Michel de Puisard                               |  | Juste milieu               |
| = | Quatrième      | Marie-Théodore de Rumigny                                      |  | Majorité gouvernementale | Jean-Baptiste Letourneux                                       |  | Opposition gouvernementale |
| = | Cinquième      | Constant Paillard-Ducléré                                      |  | Majorité gouvernementale | Constant Paillard-Ducléré                                      |  | Majorité gouvernementale   |

## Résultats

### Laval intra-muros
| Candidats        | Candidats                         | Étiquette                | Premier tour | Premier tour | Deuxième tour | Deuxième tour | Ballotage | Ballotage |
| Candidats        | Candidats                         | Étiquette                | Voix         | %            | Voix          | %             | Voix      | %         |
| ---------------- | --------------------------------- | ------------------------ | ------------ | ------------ | ------------- | ------------- | --------- | --------- |
|                  | Jean-Baptiste Bidault de Frétigné | Juste milieu             | 114          |              |               |               |           |           |
|                  | 'Paul Boudet *                    | Majorité gouvernementale | 54           |              |               |               |           |           |
|                  |                                   |                          |              |              |               |               |           |           |
| Inscrits         |                                   |                          |              |              |               |               |           |           |
| Votants          |                                   |                          |              |              |               |               |           |           |
| Exprimés         |                                   |                          |              |              |               |               |           |           |
| Blancs et perdus |                                   |                          |              |              |               |               |           |           |

*sortant

### Laval extra-muros
| Candidats        | Candidats                           | Étiquette                | Premier tour | Premier tour | Ballotage | Ballotage |  |
| Candidats        | Candidats                           | Étiquette                | Voix         | %            | Voix      | %         |  |
| ---------------- | ----------------------------------- | ------------------------ | ------------ | ------------ | --------- | --------- |  |
|                  | Maurice Ollivier                    | Majorité gouvernementale | 103          |              |           |           |  |
|                  | Jean-Baptiste Bidault de Frétigné * | Juste milieu             | 23           |              |           |           |  |
|                  |                                     |                          |              |              |           |           |  |
| Inscrits         | Inscrits                            | Inscrits                 | 243          |              |           |           |  |
| Votants          | Votants                             | Votants                  | 128          |              |           |           |  |
| Exprimés         |                                     |                          |              |              |           |           |  |
| Blancs et perdus |                                     |                          |              |              |           |           |  |

*sortant

Election du 2 septembre 1834, en remplacement de M. Ollivier, démissionnaire.
| Candidats        | Candidats   | Étiquette                | Premier tour | Premier tour | Ballotage | Ballotage |  |
| Candidats        | Candidats   | Étiquette                | Voix         | %            | Voix      | %         |  |
| ---------------- | ----------- | ------------------------ | ------------ | ------------ | --------- | --------- |  |
|                  | Paul Boudet | Majorité gouvernementale | 52           |              |           |           |  |
|                  | Duvivier    |                          | 35           |              |           |           |  |
|                  |             |                          |              |              |           |           |  |
| Inscrits         | Inscrits    | Inscrits                 | 235          |              |           |           |  |
| Votants          | Votants     | Votants                  | 87           |              |           |           |  |
| Exprimés         |             |                          |              |              |           |           |  |
| Blancs et perdus |             |                          |              |              |           |           |  |

*sortant

### Mayenne intra-muros
| Candidats        | Candidats                        | Étiquette                | Premier tour | Premier tour | Ballotage | Ballotage |  |
| Candidats        | Candidats                        | Étiquette                | Voix         | %            | Voix      | %         |  |
| ---------------- | -------------------------------- | ------------------------ | ------------ | ------------ | --------- | --------- |  |
|                  | Charles-Pierre Michel de Puisard | Juste milieu             | 82           |              |           |           |  |
|                  | Louis Didier Lecour *            | Majorité gouvernementale | 56           |              |           |           |  |
|                  |                                  |                          |              |              |           |           |  |
| Inscrits         | Inscrits                         | Inscrits                 | 174          |              |           |           |  |
| Votants          | Votants                          | Votants                  | 141          |              |           |           |  |
| Exprimés         |                                  |                          |              |              |           |           |  |
| Blancs et perdus |                                  |                          |              |              |           |           |  |

*sortant

### Mayenne extra-muros
| Candidats        | Candidats                     | Étiquette                  | Premier tour | Premier tour | Deuxième tour | Deuxième tour | Ballotage | Ballotage |  |
| Candidats        | Candidats                     | Étiquette                  | Voix         | %            | Voix          | %             | Voix      | %         |  |
| ---------------- | ----------------------------- | -------------------------- | ------------ | ------------ | ------------- | ------------- | --------- | --------- |  |
|                  | Jean-Baptiste Letourneux      | Opposition gouvernementale | 177          |              |               |               |           |           |  |
|                  | Louis de Vaucelles de Ravigny | Majorité gouvernementale   | 71           |              |               |               |           |           |  |
|                  |                               |                            |              |              |               |               |           |           |  |
| Inscrits         | Inscrits                      | Inscrits                   | 395          |              |               |               |           |           |  |
| Votants          | Votants                       | Votants                    | 259          |              |               |               |           |           |  |
| Exprimés         |                               |                            |              |              |               |               |           |           |  |
| Blancs et perdus |                               |                            |              |              |               |               |           |           |  |

*sortant

### Château-Gontier
| Candidats        | Candidats                                 | Étiquette                  | Premier tour | Premier tour | Ballotage | Ballotage |  |
| Candidats        | Candidats                                 | Étiquette                  | Voix         | %            | Voix      | %         |  |
| ---------------- | ----------------------------------------- | -------------------------- | ------------ | ------------ | --------- | --------- |  |
|                  | Constant Paillard-Ducléré *               | Majorité gouvernementale   | 162          |              |           |           |  |
|                  | de Chateaubriand                          |                            | 75           |              |           |           |  |
|                  | Charles-Guillaume Sourdille de La Valette | Opposition gouvernementale | 61           |              |           |           |  |
|                  |                                           |                            |              |              |           |           |  |
| Inscrits         | Inscrits                                  | Inscrits                   | 391          |              |           |           |  |
| Votants          | Votants                                   | Votants                    | 317          |              |           |           |  |
| Exprimés         |                                           |                            |              |              |           |           |  |
| Blancs et perdus |                                           |                            |              |              |           |           |  |

*sortant

## Sources
- Adolphe Robert et Gaston Cougny, Dictionnaire des parlementaires français, Edgar Bourloton, 1889-1891